# Sicurezza aeroportuale

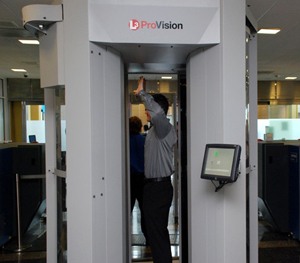
Body scanner.

La sicurezza aeroportuale comprende i mezzi e il personale addestrato necessari per il rispetto degli standard internazionali in materia di sicurezza, protezione e controllo accessi nei locali aeroportuali. L'allegato 17 ICAO Sicurezza dell'Aviazione (AVSEC, Aviation Security) incorpora gli standard di sicurezza e le raccomandazioni che devono essere applicate nell'aviazione per garantire che un mezzo di trasporto con garanzie presenti la necessaria fiducia ai passeggeri, includendo la protezione dell'aviazione civile contro gli atti di interferenza illecita.
Per raggiungere gli obiettivi e garantire la sicurezza negli aeroporti, sono presenti guardie giurate addestrate che effettuano ispezioni di bagagli con oggetti proibiti, passeggeri ed equipaggio di aeromobili, che effettuano giri perimetrali e monitorano le dipendenze per prevenire atti che possono alterare la sicurezza. Sono inoltre previste procedure per la sicurezza delle merci e dei rifornimenti aerei a bordo degli aeromobili in modo da evitare di introdurre oggetti proibiti nelle aree riservate.

## Atti di interferenza illegale

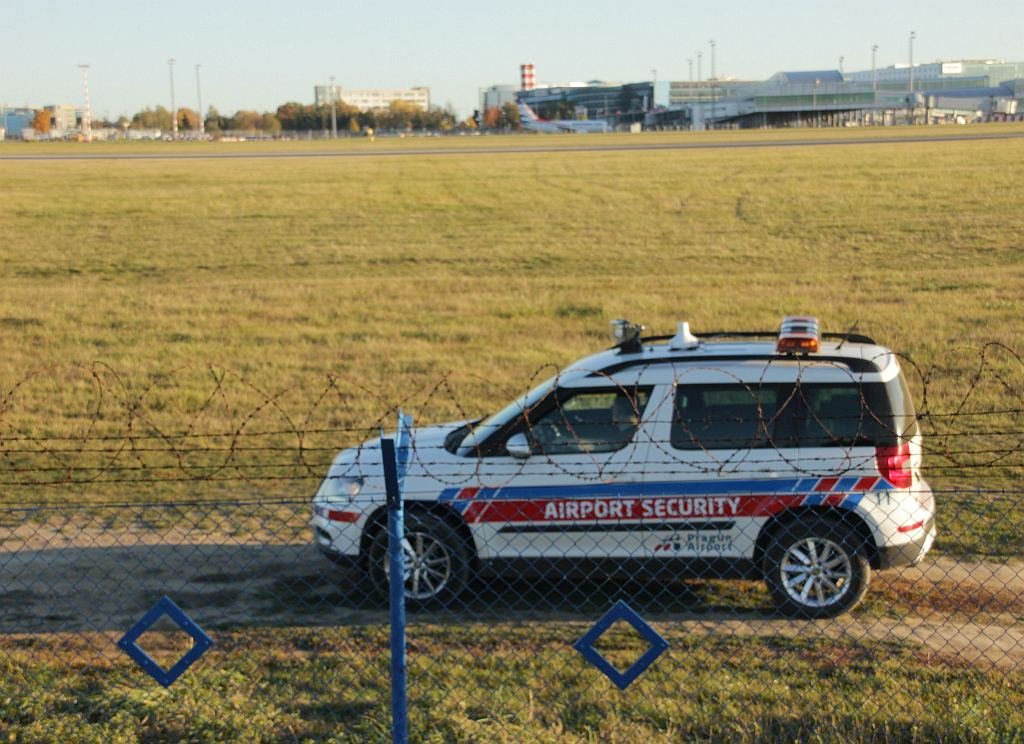
Auto della sicurezza aeroportuale dietro un'area delimitata da un recinto di filo metallico dell'aeroporto.

Sono, secondo l'allegato 17 ICAO, atti o tentativi volti a compromettere la sicurezza dell'aviazione civile e del trasporto aereo, ovvero:
- Sequestro illegale di aeromobili in volo.
- Sequestro illegale di aeromobili a terra.
- Presa di ostaggi a bordo di aeromobili o aeroporti.
- Intrusione con la forza a bordo di un aeromobile, in un aeroporto o nei locali di un impianto aeronautico.
- Introduzione a bordo di un aereo o in un aeroporto di armi o dispositivi (o sostanze) pericolosi per scopi criminali.
- Comunicazione di false informazioni che compromettono la sicurezza di un aeromobile in volo o a terra, o la sicurezza dei passeggeri, dell'equipaggio, del personale di terra e del pubblico in un aeroporto o nei locali di un impianto dell'aviazione civile.